# Kleines Törl

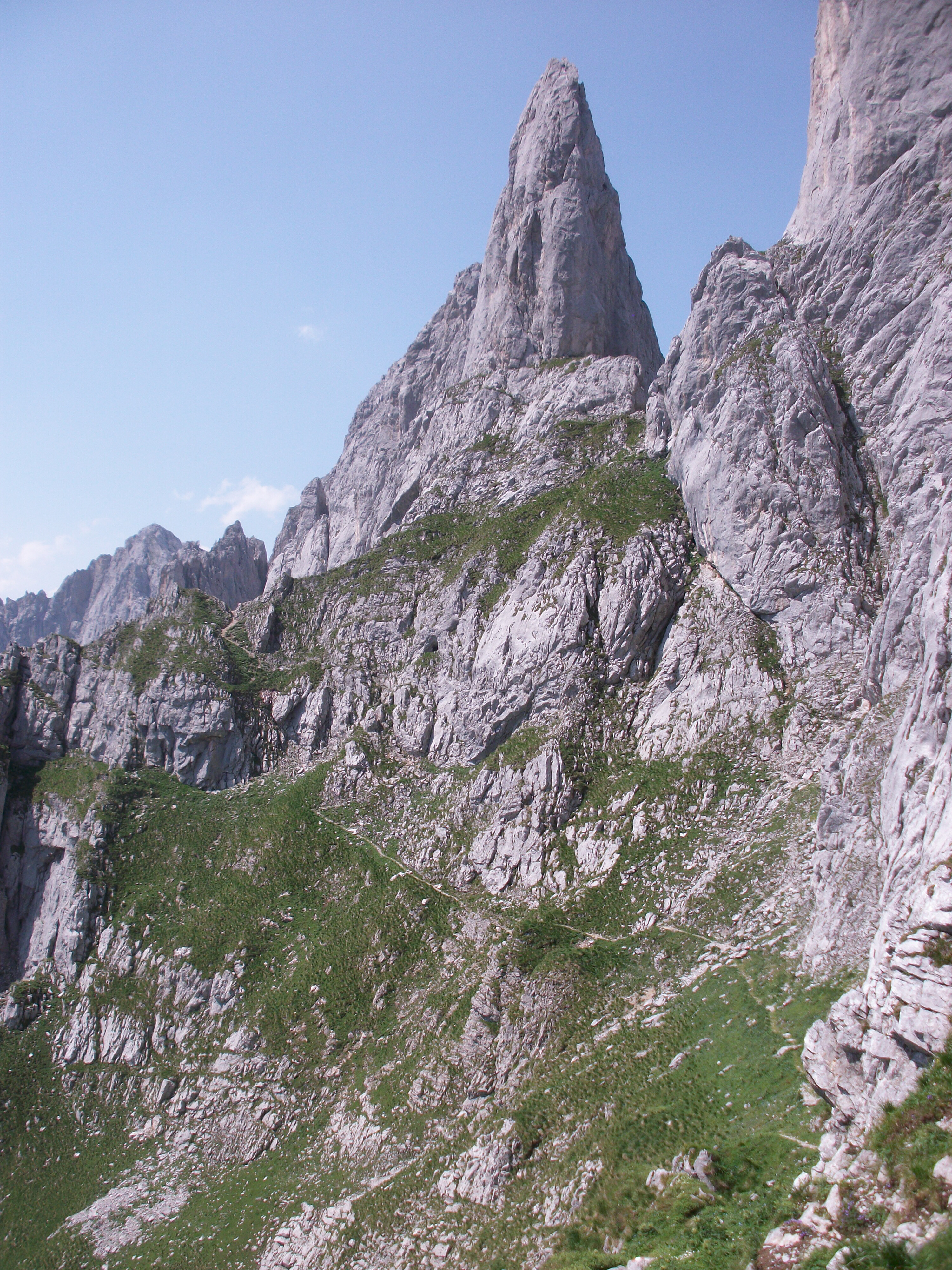
Blick auf das Kleine Törl mit Gildensteig (Südseite)

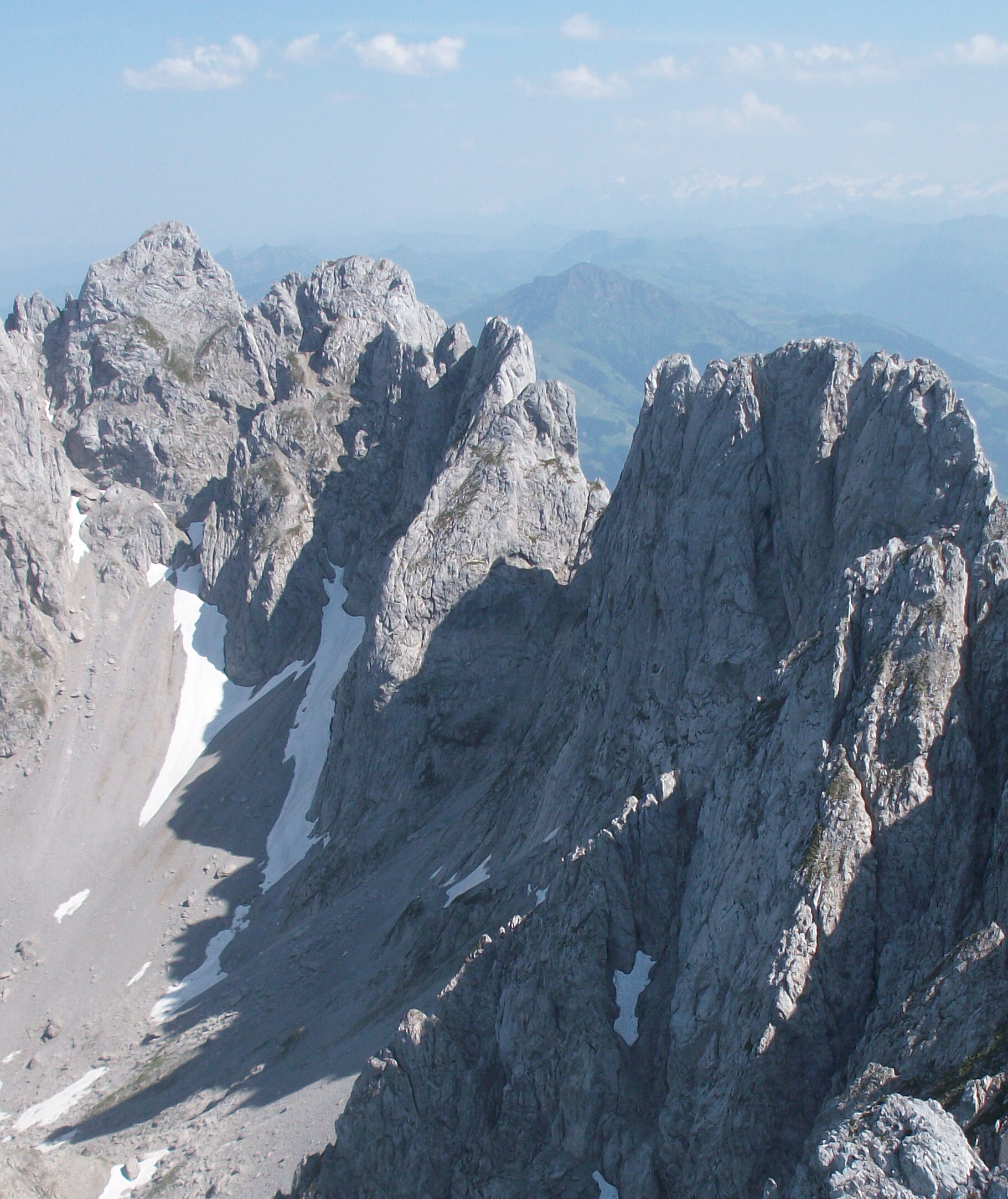
Blick auf das Kleine Törl von Norden, links davon Regalmspitze, Regalmwand, Törlwand, Daumen, rechts davon die Törlspitzen

Das Kleine Törl (Kleines Törl) ist eine 2102 m hohe Scharte im östlichen Teil des Kaisergebirges in Tirol.

## Lage
Das Kleine Törl liegt zwischen den Törlspitzen (nordwestlich) und dem Daumen (östlich). Nördlich schließt das Griesener Kar (Hochkar) an, südlich fällt das Gelände steil mit Grasschrofen und felsdurchsetztem Gelände Richtung Sölllandl, dem Kübelkar und Richtung Baumgartenköpferl ab.
Von im Süden gelegenen Going gesehen, bildet es eine deutliche Einsattelung im markanten Hauptkamm des Wilden Kaisers.

## Route
Ein markierter und häufig begangener Steig führt von der Fritz-Pflaum-Hütte im nördlich gelegenen Griesner Kar über das Kleine Törl auf die Südseite, wo der Weg als Gildensteig bezeichnet wird, und hinab zur Gaudeamushütte oder Ackerlhütte. Diese Route ist jedoch weitgehend ausgesetzt und erfordert daher Trittsicherheit, Schwindelfreiheit und alpine Erfahrung. Auf der Nordseite ist eine längere Felsstufe, die direkt zum Kleinen Törl hinaufführt mit Drahtseilen versichert.
Einige Minuten südlich des Törls zweigt eine bezeichnete, aber nicht gesicherte Felsroute auf die 2253 m hohe Regalmwand ab, einem Nebengipfel der Regalmspitze, die mit Schwierigkeitsgrad II der UIAA-Skala angegeben wird.
Im Übrigen ist das Kleine Törl im Frühjahr ein beliebtes Ziel von Skitouren aus dem Kaiserbachtal via Großes Griesener Kar und Fritz-Pflaum-Hütte.